# Клингерман, Милдред
Милдред Макэлрой Клингерман (англ. Mildred McElroy Clingerman, 14 марта 1918, Аллен, Оклахома — 26 февраля 1997) — американская писательница-фантаст.

## Жизнь и творчество
Клингерман родилась под именем Милдред Макэлрой в Аллене, штат Оклахома; её семья переехала в Тусон, штат Аризона, в 1929 году. Она окончила среднюю школу Тусона и поступила в Аризонский университет. Она вышла замуж за Стюарта Клингермана в 1937 году.
Большинство её рассказов были опубликованы в 1950-х годах в журнале «Fantasy & Science Fiction» под редакцией Энтони Баучера. Баучер включил её рассказ «Дикий лес» в седьмой том (1958) «Лучшее из фэнтези и научной фантастики» и посвятил ей книгу, назвав её «самым счастливым открытием»:252–3. В 1961 году вышел сборник её научно-фантастических произведений «Чашка космоса» (A Cupful of Space). Она также публиковалась в популярных журналах, таких как Good Housekeeping и Collier’s. Её рассказ «Маленькая ведьма с улицы Вязов» появился в журнале Woman’s Home Companion в 1956 году:374.
Замужние женщины изображены в таких рассказах, как «Дикий лес» (январь 1957 года, F&SF) или «Красное сердце и голубые розы» (оригинал её сборника); они страдают от нарушения личного пространства, мужской навязчивости и обмана пришельцев. Её рассказы также вошли в несколько антологий, в том числе в учебники по литературе для учащихся средних и старших классов. Антология 2017 года «Файлы Клингерман» включает все её первоначально опубликованные рассказы.
Клингерман была коллекционером книг всех видов, особенно книг Кеннета Грэма и о нём, а также викторианских журналов путешествий. Клингерман была так же тесно связана с F&SF, как и Зенна Хендерсон. Она была основателем Клуба писателей Тусона и входила в правление Тусонского пресс-клуба. В 2014 году она была посмертно награждена премией Cordwainer Smith Rediscovery Award.

## Награды
- 2014 Cordwainer Smith Rediscovery Award[англ.]

## Избранные работы
- “First Lesson” (Collier’s Weekly, июнь 1955)
- “Stickney and the Critic” (The Magazine of Fantasy and Science Fiction, февраль 1953)
- “Stair Trick” (The Magazine of Fantasy and Science Fiction, август 1952)
- “Minister Without Portfolio (The Magazine of Fantasy and Science Fiction, февраль 1952)
- “Letters From Laura” (The Magazine of Fantasy and Science Fiction, октябрь 1954)
- “The Last Prophet” (The Magazine of Fantasy and Science Fiction, август 1955)
- A Cupful of Space (Ballantine, 1961)
- “Red Heart and Blue Roses” (The Magazine of Fantasy and Science Fiction, май 1964)
- The Clingerman Files (2017)